# Alix Popham
Alix Jon Popham (Newport, 17 ottobre 1979) è un ex rugbista a 15 internazionale per il Galles che ha militato nel ruolo di terza linea ala e, talora, numero 8, in Newport, Leeds, Scarlets e Brive fino al ritiro avvenuto nel 2011, oltre ad avere rappresentato a livello internazionale il Galles per cinque anni e in due edizioni della Coppa del Mondo.
In passato ha fatto parte del club di Newport e dei Leeds Tykes, lasciato nel 2005 per unirsi agli Scarlets.
Prima di approdare alla nazionale maggiore, Popham è stato capitano dell'under 21 e ha giocato per il Galles 'A'. Il 14 giugno 2003 ha fatto il suo esordio con il Galles in una partita contro l'Australia. Quello stesso anno è stato convocato per la Coppa del Mondo di rugby, disputando 2 match durante il torneo.
Nella stagioni seguenti ha disputato il Sei Nazioni 2004, il Sei Nazioni 2006 e alcune test match internazionali.
Nel 2007 ha rappresentato il Galles in ogni match del torneo e in seguito ha fatto inoltre parte della rosa per la Coppa del Mondo di rugby 2007.
Nel Sei Nazioni 2008, vinto con il Grande Slam, ha giocato solo la partita contro l'Inghilterra al Twickenham.
In totale ha disputato 33 partite per il Galles.